# Yamato nadeshiko

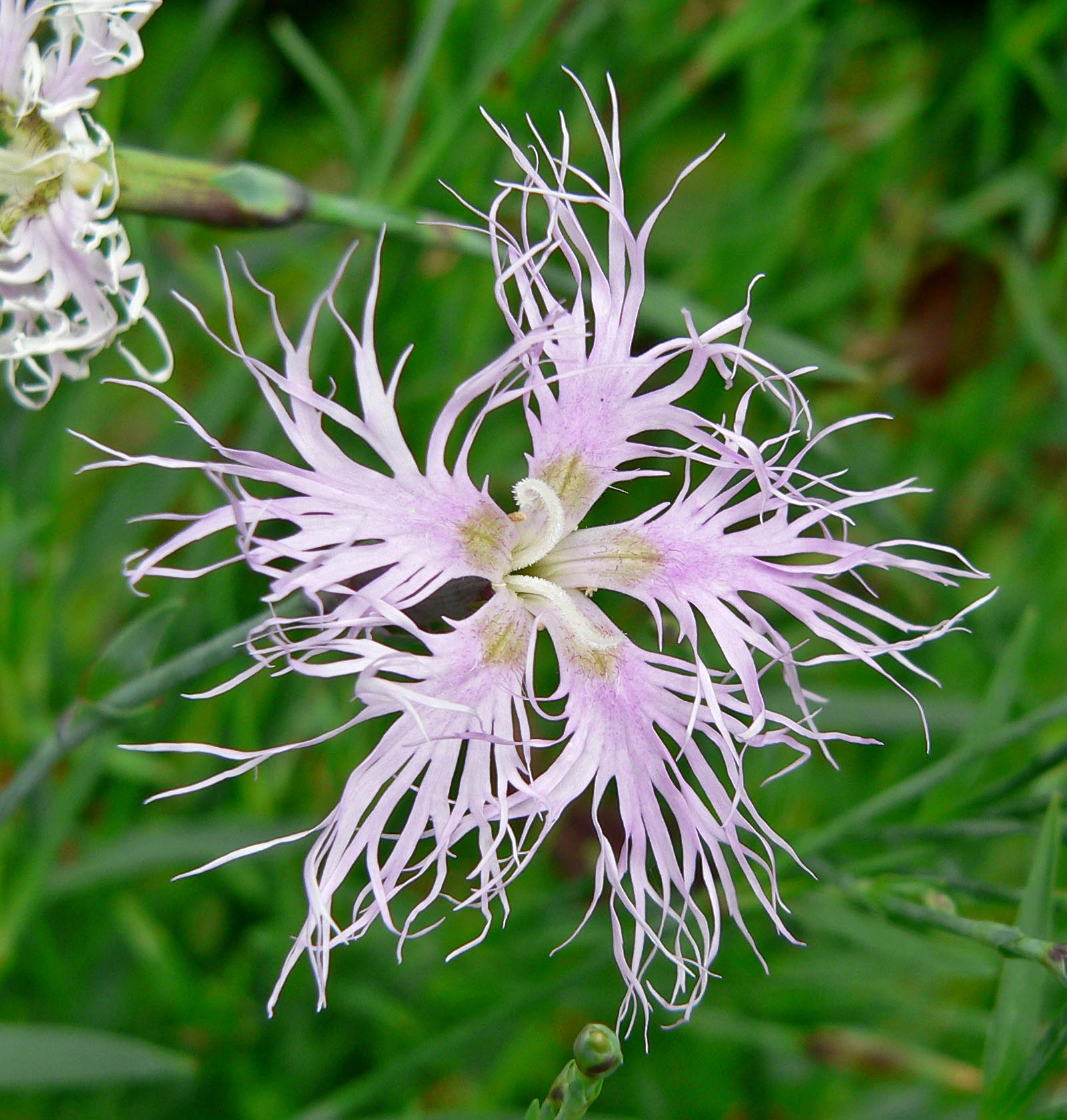
Un œillet superbe (Dianthus superbus).

Yamato Nadeshiko (やまとなでしこ ou 大和撫子) est un terme japonais signifiant la « personnification d'une femme japonaise idéalisée » ou « la quintessence de la beauté pure et féminine » ; posée, convenable, gentille, douce, gracieuse, humble, patiente, vertueuse, respectueuse, bienveillante, honnête, charitable, fidèle. C'est une métaphore florale combinant les mots Yamato, un ancien nom du Japon, et nadeshiko, l'œillet superbe, dont les kanji se traduisent en anglais par « enfant caressable »,.
L'expression « Yamato nadeshiko » est souvent utilisée pour décrire une jeune femme sage et, dans un contexte contemporain, nostalgique des femmes aux bons traits perçus comme étant de plus en plus rares,.
Le surnom officiel de l'équipe du Japon féminine de football est Nadeshiko Japan (なでしこジャパン), dérivé de Yamato nadeshiko. Le surnom a été choisi par concours en 2004[réf. nécessaire].